# FTM International
FTM International es la organización más antigua de hombres trans en los Estados Unidos. Fundada por Lou Sullivan en 1986, se dedica a brindar recursos para personas FTM y a crear una comunidad visible.

## Historia
La organización que llegaría a conocerse como FTM International fue fundada por Lou Sullivan en San Francisco durante diciembre de 1986. A diferencia de muchas organizaciones similares para personas MTF, el capítulo inicial de Sullivan en San Francisco atrajo a personas sexualmente diversas y evitó la división basada en la orientación sexual.
A partir de septiembre de 1987, FTM International comenzó a publicar mensualmente el "FTM Newsletter", proporcionando recursos para sus miembros. Las primeras reuniones incluyeron a varios hombres trans conocidos, entre ellos el activista Jamison Green, el fotógrafo Loren Cameron y Stephan Thorne, uno de los agentes de la ley transgénero de más alto rango en los Estados Unidos. Sullivan entregó el control de la organización a Green antes de su muerte en 1991, quien incorporó el grupo como una organización sin fines de lucro y agregó "Internacional" a su nombre para reflejar el alcance internacional del boletín. En 1999, la organización había crecido hasta contar con al menos 1.500 miembros en 17 países.
Del 18 al 20 de agosto de 1995, FTM International organizó la primera conferencia internacional sobre género exclusivamente FTM que se celebró en América del Norte. El objetivo de esta conferencia fue construir una comunidad de personas FTM y cambiar la percepción del público en general sobre lo que significa ser transgénero, ya que, en ese momento, la visión del público en general sobre las personas transgénero era típicamente la de las personas MTF. Esta conferencia recibió a más de 360 personas FTM de EE. UU., Canadá, Australia, Alemania y Japón.

## Servicios
FTM International también lleva a cabo reuniones en persona en sus capítulos ubicados alrededor del mundo, incluidos capítulos en Estados Unidos, China, Francia, India, México y Sudáfrica. Además de brindar educación general sobre y para personas FTM, FTM International ofrece recursos de género para personas FTM (por ejemplo, información sobre clínicas que brindan apoyo para la disforia de género).  El sitio web de FTM International presenta perfiles de médicos FTM que se especializan en medicina relacionada con el género.
FTM International también proporciona recursos legales a sus miembros, patrocinando financieramente el Transgender Law Center. En asociación con FTM International, el Transgender Law Center patrocina la Cumbre anual de liderazgo transgénero de California para brindar a las personas FTM información sobre sus derechos legales.

## Iniciativas y objetivos
El objetivo principal de FTM Internacional es brindar apoyo a las personas FTM y sus familias y construir una comunidad FTM unida. Sus otros objetivos y actividades principales incluyen patrocinar capítulos y comunidades locales y regionales, brindar actividades educativas y promover la visibilidad de las personas FTM.

## Publicaciones
- The FTM International Newsletter
- Directorio de recursos de las páginas amarillas de FTMI
- El CD de FTM International: La historia de un hombre trans [4]